# Фогельсон, Самуил Моисеевич
Самуил Моисеевич Фогельсон (пол. Samuel Fogelson — Самюэль Фогельсон; 20 октября 1902, Варшава — 1941, Белосток) — польский математик, статистик и демограф, советский разведчик.

## Жизнь и деятельность
Родился в 1902 году в Варшаве, в семье подрядчика строительных работ. В 1915 году переехал с родителями на родину матери — в Ростов-на-Дону, где окончил коммерческое училище. В 1919 году поступил на физико-математическое отделение Донского университета, созданного в 1915 году на основе эвакуированного в город Императорского Варшавского университета. В 1920 году служил на польском фронте, был ранен под Мурафой и попал в плен к белополякам. После освобождения в феврале 1921 года остался у родственников в Варшаве. Окончил Варшавский университет со степенью магистра философии в области математических наук в 1927 году, продолжил обучение в Париже (1928) и Берлине (1928—1929), специализировался в общей и математической статистике и теории вероятностей. Четыре года был старшим ассистентом на математическом факультете. В своей научной работе выдал 40 публикаций в области математики, статистики и демографии. Был заместителем начальника отдела статистики населения в Центральном статистическом управления. Уже с юности высказывал левые симпатии, однако, ему было отказано в возможности присоединиться к польской коммунистической партии, заверив, что его преимущества будут использоваться в качестве информатора Управляющей разведки — советской военной разведки.
Благодаря профессиональным способностям ему было поручено предоставлять информацию относительно состояния польской экономики. Впоследствии он становится резидентом советской разведки и формирует собственную сеть агентов, среди которых были: Альфред Ярошевич и Владимир Лехович, которые входили в польской разведки и контрразведки, младший лейтенант Станислав — Павел Неналтовский из Независимого департамента информационного корпуса в Варшаве и Генрих Бужинский. В течение этого периода он подает заявление на вступление в Коммунистическую партию ВКП (б), и, несмотря на положительные результаты экспертизы заявки на легитимность, получил отказ из-за связи с разведкой и связанную с этим конспирацию.
Когда началась Вторая мировая война, Фогельсон бежал с оккупированной польской территории и поселился в Белостоке (1939), где в 1939 году вступил в контакт с НКВД. Фогельсон в 1931—1938 годах состоял членом компартии Польши, но в СССР оставался беспартийным. Несмотря на значительные заслуги не определялся высоким положением.
В декабре 1939 года был принят на должность старшего экономиста Горплана, где стал ответственным за планирование развития городской экономики в Белостоке. Эта должность была переоценённой и лишённой реального значения: Фогельсон жаловался, что нет работы, которую нужно было бы выполнять. В 1940 году Фогельсон предоставляет секретарю Белостокской области резюме и заявку на разрешение о поездке в Москву для продолжения карьеры. О сотрудничестве с разведкой в резюме ничего не было сказано. Обращение было возвращено в Минск — комиссар просвещения Белорусской ССР считал, что Фогельсону запрещено работать в высших учебных заведениях.

## Дальнейшая судьба
Холодное отношение партийной власти к Фогельсону возникло в результате проведенной в 1938—1939 годах «очистки» в спецслужбах, а также ликвидации Коммунистической партии Польши. В «очищении» погибло много его непосредственных начальников и сотрудников советской разведки, а сам Фогельсон был изолирован от коллег. Считалось, что он является ненадежным из-за длительного пребывания за пределами СССР.
Дальнейшая судьба Фогельсона неизвестна. Возможно он погиб во время Второй мировой войны, так и не сумев выбраться из Белостока.

## Основные труды
- «Математическая теория населения» (1932)
- «Меры концентрации и их применение» (1933)
- «Об интерпретации и применения мер корреляции» (1934)
- «Исследование демографии Полесья и Волыни» (1938)